# اول رنچ (تگزاس)
اول رنچ (به انگلیسی: Owl Ranch) یک منطقهٔ مسکونی در ایالات متحده آمریکا است که در تگزاس واقع شده‌است. اول رنچ ۲۲۵ نفر جمعیت دارد و ۸۶٫۸۷ متر بالاتر از سطح دریا واقع شده‌است.